# Championnat d'Iran de football 1992-1993
Navigation
Saison précédente Saison suivante
La saison 1992-1993 du Championnat d'Iran de football est la onzième édition du championnat national de première division iranienne. Seize clubs iraniens prennent part au championnat organisé par la fédération. Les équipes sont réparties en deux poules, où elles rencontrent leurs adversaires deux fois, à domicile et à l'extérieur. À l'issue de cette première phase, les deux premiers sont qualifiés pour la poule pour le titre.
C'est le club du Paas Teheran, tenant du titre, qui remporte à nouveau la compétition après avoir terminé en tête de la poule finale, devant Persepolis FC et le Keshavarz FC, club promu de deuxième division. C'est le 4e titre de champion d'Iran de l'histoire du club.

## Les clubs participants
| - Esteghlal Teheran - Persepolis FC - Jonoob Ahvaz - Nassaji Mazandaran - Malavan F.C. - Paas Teheran - Vahdat Sari - Promu de D2 - Bargh Chiraz - Promu de D2 | - Homa Chiraz - Aboomoslem Mechhad - Keshavarz FC - Promu de D2 - Esteghlal Ahvaz - Teraktor Sazi - Sanat Naft - Promu de D2 - Polyacryl Esfahan FC - Promu de D2 - Sepirud Rasht - Promu de D2 |

## Compétition

### Première phase
Le classement est établi sur le barème de points classique (victoire à 2 points, match nul à 1, défaite à 0).

#### Groupe A
| Rang | Équipe            | Pts | J  | G | N | P | Bp | Bc | Diff |
| ---- | ----------------- | --- | -- | - | - | - | -- | -- | ---- |
| 1    | Teraktor Sazi     | 21  | 14 | 8 | 5 | 1 | 23 | 11 | +12  |
| 2    | Keshavarz FC P    | 18  | 14 | 7 | 4 | 3 | 10 | 9  | +1   |
| 3    | Esteghlal Teheran | 16  | 14 | 4 | 8 | 2 | 8  | 10 | -2   |
| 4    | Sanat Naft P      | 15  | 14 | 5 | 5 | 4 | 10 | 11 | -1   |
| 5    | Jonoob Ahvaz      | 15  | 14 | 5 | 3 | 6 | 13 | 13 | 0    |
| 6    | Homa Shiraz       | 10  | 14 | 2 | 6 | 6 | 14 | 8  | +6   |
| 7    | Vahdat Sari P     | 9   | 14 | 3 | 2 | 9 | 16 | 22 | -6   |
| 8    | Sepirud Rasht P   | 7   | 14 | 2 | 3 | 9 | 9  | 21 | -12  |

|  | Qualification pour la poule pour le titre |
|  | Relégation directe en deuxième division   |

#### Groupe B
| Rang | Équipe                 | Pts | J  | G | N | P | Bp | Bc | Diff |
| ---- | ---------------------- | --- | -- | - | - | - | -- | -- | ---- |
| 1    | Persepolis FC          | 18  | 14 | 6 | 6 | 2 | 23 | 11 | +12  |
| 2    | Paas Teheran T         | 17  | 14 | 5 | 7 | 2 | 20 | 14 | +6   |
| 3    | Polyacryl Esfehan FC P | 15  | 14 | 6 | 3 | 5 | 14 | 20 | -6   |
| 4    | Malavan F.C.           | 14  | 14 | 4 | 6 | 4 | 18 | 15 | +3   |
| 5    | Esteghlal Ahvaz        | 14  | 14 | 4 | 6 | 4 | 17 | 17 | 0    |
| 6    | Bargh Chiraz P         | 14  | 14 | 4 | 6 | 4 | 9  | 16 | -7   |
| 7    | Nassaji Mazandaran     | 11  | 14 | 3 | 5 | 6 | 15 | 17 | -2   |
| 8    | Aboomoslem Mechhad     | 7   | 14 | 1 | 7 | 6 | 10 | 21 | -11  |

|  | Qualification pour la poule pour le titre |
|  | Relégation directe en deuxième division   |

### Poule finale
- Les résultats des rencontres de la poule finale sont inconnus, seul le classement ci-dessous est connu :

| Rang | Équipe                | Pts | J | G | N | P | Bp | Bc | Diff |
| ---- | --------------------- | --- | - | - | - | - | -- | -- | ---- |
| 1    | Paas Teheran 'T' (C1) |     |   |   |   |   |    |    |      |
| 2    | Persepolis FC         |     |   |   |   |   |    |    |      |
| 3    | Keshavarz FC P        |     |   |   |   |   |    |    |      |
| 4    | Teraktor Sazi         |     |   |   |   |   |    |    |      |

|  | Qualification pour la Coupe des clubs champions 1993-1994                                                     |
|  | Qualification pour la Coupe des Coupes 1993-1994                                                              |
|  | T : Tenant du titre P : Promu de deuxième division (C1) : Vainqueur de la Coupe des clubs champions 1992-1993 |

## Bilan de la saison
| Championnat d'Iran de football 1992-1993                        |                                                                                                 |
| Champion                                                        | Paas Teheran (4e titre)                                                                         |
| Coupes et trophées                                              |                                                                                                 |
| Vainqueur de la Coupe d'Iran 1992-1993                          | Non disputée                                                                                    |
| Qualifications continentales                                    |                                                                                                 |
| Coupe des clubs champions 1993-1994                             | Paas Teheran (tenant)                                                                           |
| Coupe des Coupes 1993-1994                                      | Persepolis FC                                                                                   |
| Promotions et relégations                                       |                                                                                                 |
| Promus en Championnat d'Iran de football                        | Saipa Karaj Zob Ahan FC Chooka Talesh Sepahan Ispahan                                           |
| Relégués en Championnat d'Iran de football de deuxième division | Homa Chiraz Aboomoslem Mechhad Sepirud Rasht Esteghlal Teheran Vahdat Sari Polyacryl Esfehan FC |